# Anagrama del Gremi de Paletes
L'Anagrama del Gremi de Paletes és un dintell de porta en una façana del municipi d'Esparreguera a la comarca del Baix Llobregat inclosa en l'Inventari del Patrimoni Arquitectònic de Catalunya.

## Descripció
És un anagrama de forma quadrada i feta en pedra. Hi apareix, dins d'un cartutx, la data de construcció (1754) en relleu, i, a sota, les eines de l'ofici de paleta esculpits: la maceta, l'escaire i la paleta.
En aquesta casa tingueren lloc les reunions del gremi de paletes de la vila d'Esparreguera.